# Billboard Japan Hot 100
La Billboard Japan Hot 100 es una lista de éxitos musicales que clasifica a los cien sencillos más populares en Japón. La lista es compilada por Billboard Japan y Hanshin Contents Link desde febrero de 2008.
El "Japan Hot 100" está basado en el Billboard Hot 100. Se compone de un paquete de CD de datos sobre las ventas de SoundScan Japón y los niveles de audiencia de radio de Plantech. Aunque Japón tiene la mayor cantidad de descargas que se venden en el mundo, las ventas en descarga digital no se añaden al conteo.
La primera canción en ubicarse en el puesto número 1, fue el sencillo «Step And Go» de la banda japonesa Arashi. El 5 de mayo de 2008 el conteo colocó por primera vez en el primer lugar a una canción de un músico no-japonés, «Bleeding Love» de Leona Lewis, luego, en 2011, también lo fue «Born This Way» de Lady Gaga y después en 2013, también lo consiguieron Avril Lavigne con «Here's to Never Growing Up» y Madonna con «Girl Gone Wild», siendo las tres únicas artistas que lo logran.